# Litotomia
La litotomia (del grec λίθος lithos, pedra i τέμνω otomia, tallar, que significa «secció de la pedra») és un terme mèdic que descriu una antiga intervenció quirúrgica amb la qual hom tallava i dividia la pedra a la bufeta mitjançant el litòtom. Hom l'hauria denominada l'«operació de la talla» -en la qual hom tall la carn, però no la pedra- per abús del llenguatge.
Aquesta operació és molt antiga, i Hipòcrates (460-375 aC) en prohibí l'exercici en el seu jurament a causa de la seva perillositat: «Jo no practicaria pas l'operació de la talla, jo la deixaria a la gent que se n'ocupa», car pensava que qualsevol atac a la bufeta, segons la teoria dels humors, era mortal.

## Representació en la pintura
La litotomia o «extracció de la pedra de la follia» ha estat representada per diversos pintors flamencs dels seglex XV i XVI.

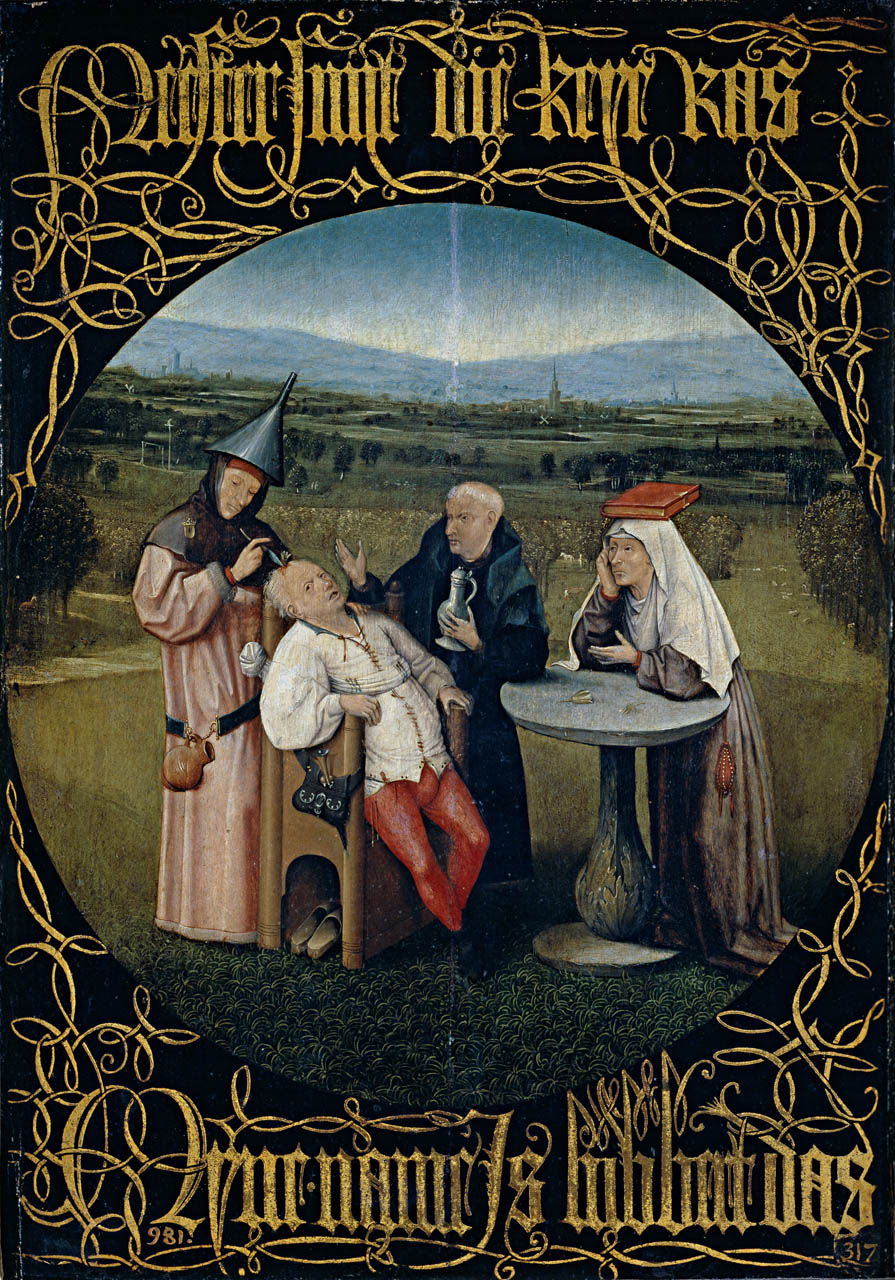
La litotomia (o La cura de la follia) per Hieronymus Bosch, oli sobre fusta, 48 × 35 cm (1488-1516) Museu del Prado, Madrid
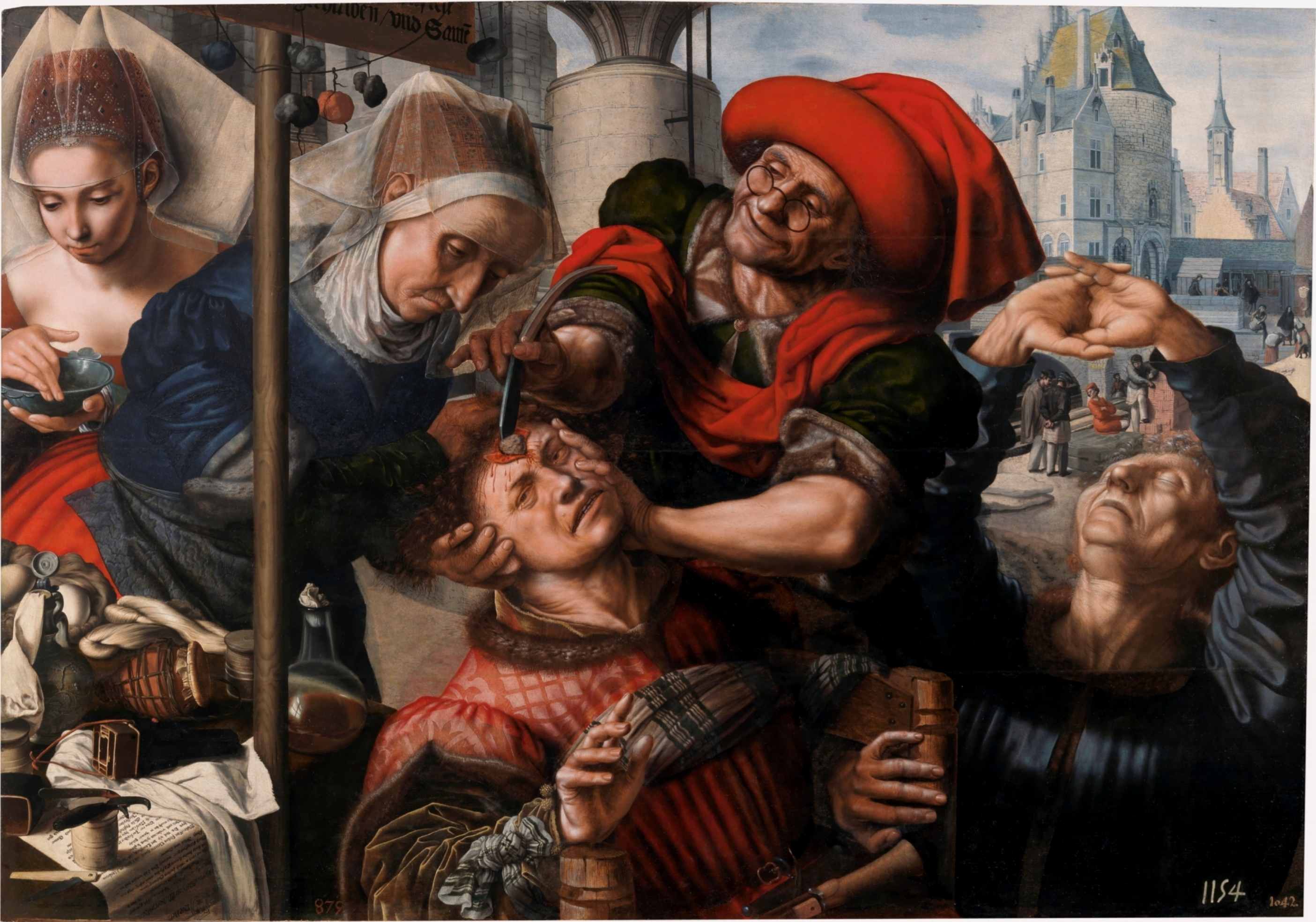
L'excisió de la pedra de la follia de Jan Sanders van Hemessen, 1555, Museu del Prado, Madrid
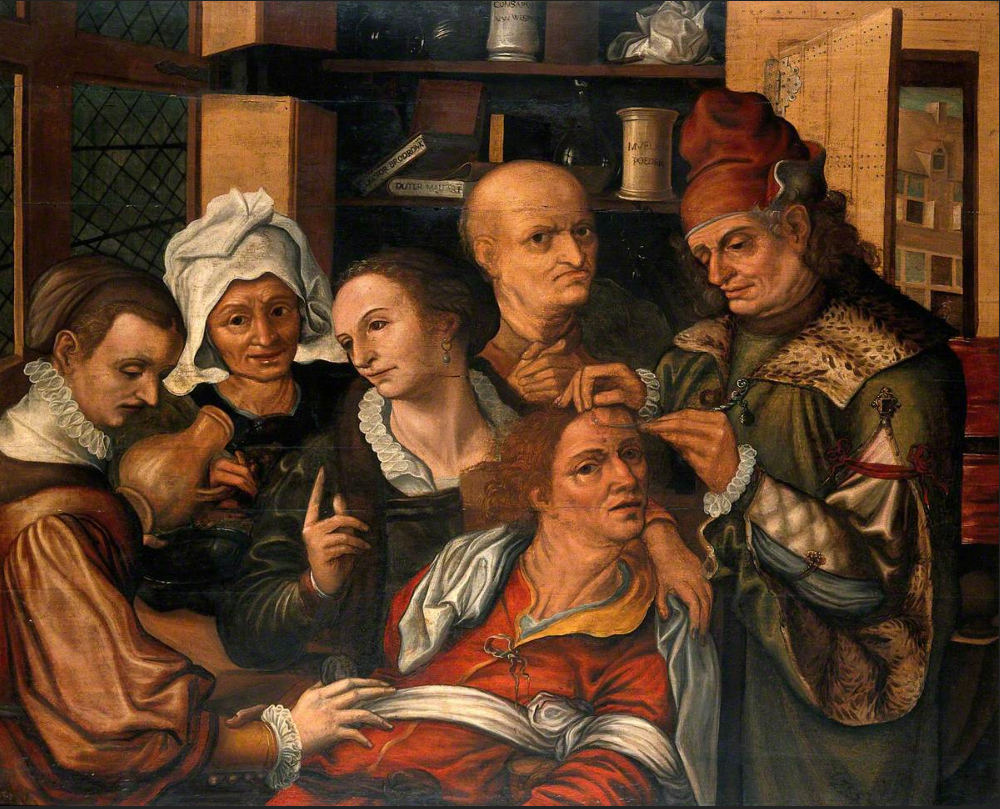
Un cirurgià extraient la pedra de la follia, per Pieter Huys, Wellcome Library, Londres
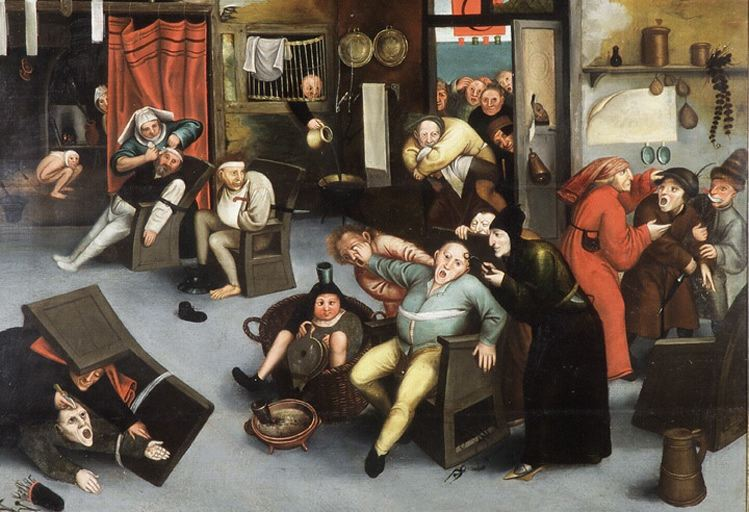
L'excisió de la pedra de la follia, per Pieter Brueghel el Vell, còpia executada vers el 1520, Museu del Prado, Madrid.
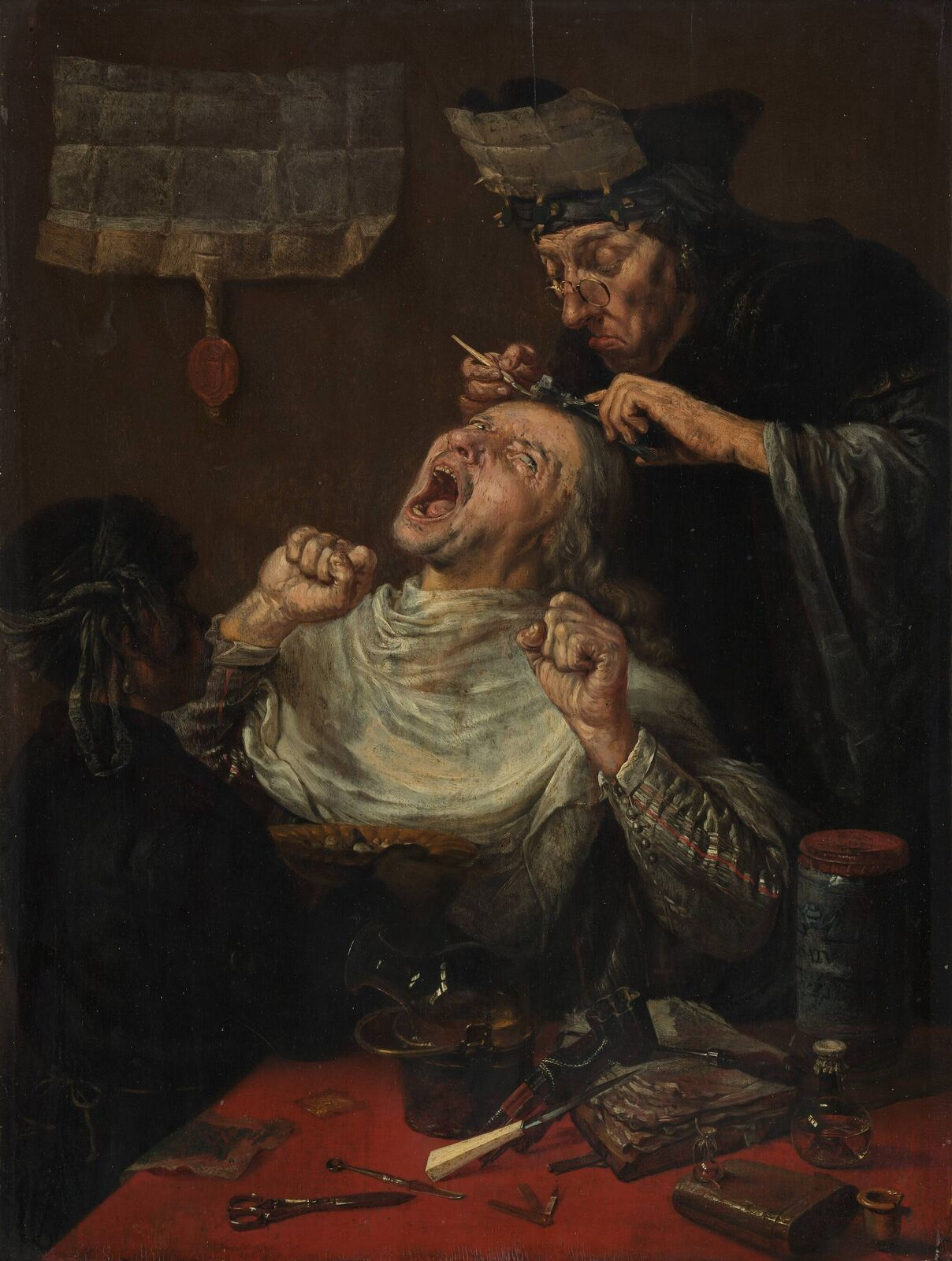
L'extracció de la pedra de la follia, anònim, segle xvii, Museu Boijmans Van Beuningen, Rotterdam